# Orgyia australis
Orgyia australis är en fjärilsart som beskrevs av Walker 1855. Orgyia australis ingår i släktet fjädertofsspinnare, och familjen tofsspinnare. Inga underarter finns listade i Catalogue of Life.